# 陳虛谷
陳虛谷（1896年—1965年），彰化線東堡新庄子庄人（今和美鎮），原名陳滿盈，筆名：一村、依菊、醉芬、默生等。以字行之。
5歲時過繼給塗厝厝大地主陳錫奎當養子，養母吳鶯。塗厝厝陳家因錫奎善於理財，為當地富裕地主，曾任塗厝厝區庄長、新港區長、和美庄協議會員等，認養他及陳金鐘、陳悅等2子1女並投入極大心血修建默園宅居，佔地約5千坪。
幼時入私塾習漢文，1923年（大正12年）日本明治大學政治經濟科畢業，返台後加入台灣文化協會並被推選為理事，亦出任該會暑校講師。。1932年《台灣新民報》創刊，他與林攀龍、賴和、謝星樓等人出任編輯委員，負責學藝部。
寫作方面，兼擅新舊文學，曾與賴和、黃周等人組成「流連索思俱樂部」，於《臺灣民報》發表諷刺御用士紳的漢詩。1939年（昭和14年），與該俱樂部會員8人共同於彰化創立較正式的組織「應社」，人稱「應社九子」。他也是《臺灣民報》重要撰稿人之一。著有〈他發財了〉、〈無處申冤〉等小說。歷經戰時及戰後政治、社會的動盪不安，逐漸消極淡出，隱居默園。
1950年（民國39年）捐贈地給省立彰化中學和美分校及培英國民學校。
1959年（民國48年）八七水災時以家園收容數百難民，因而當選第二屆好人好事代表。有小說、新詩、漢詩作品傳世，著有詩集《虛谷詩集》、《陳虛谷選集》、《陳虛谷作品集》等。

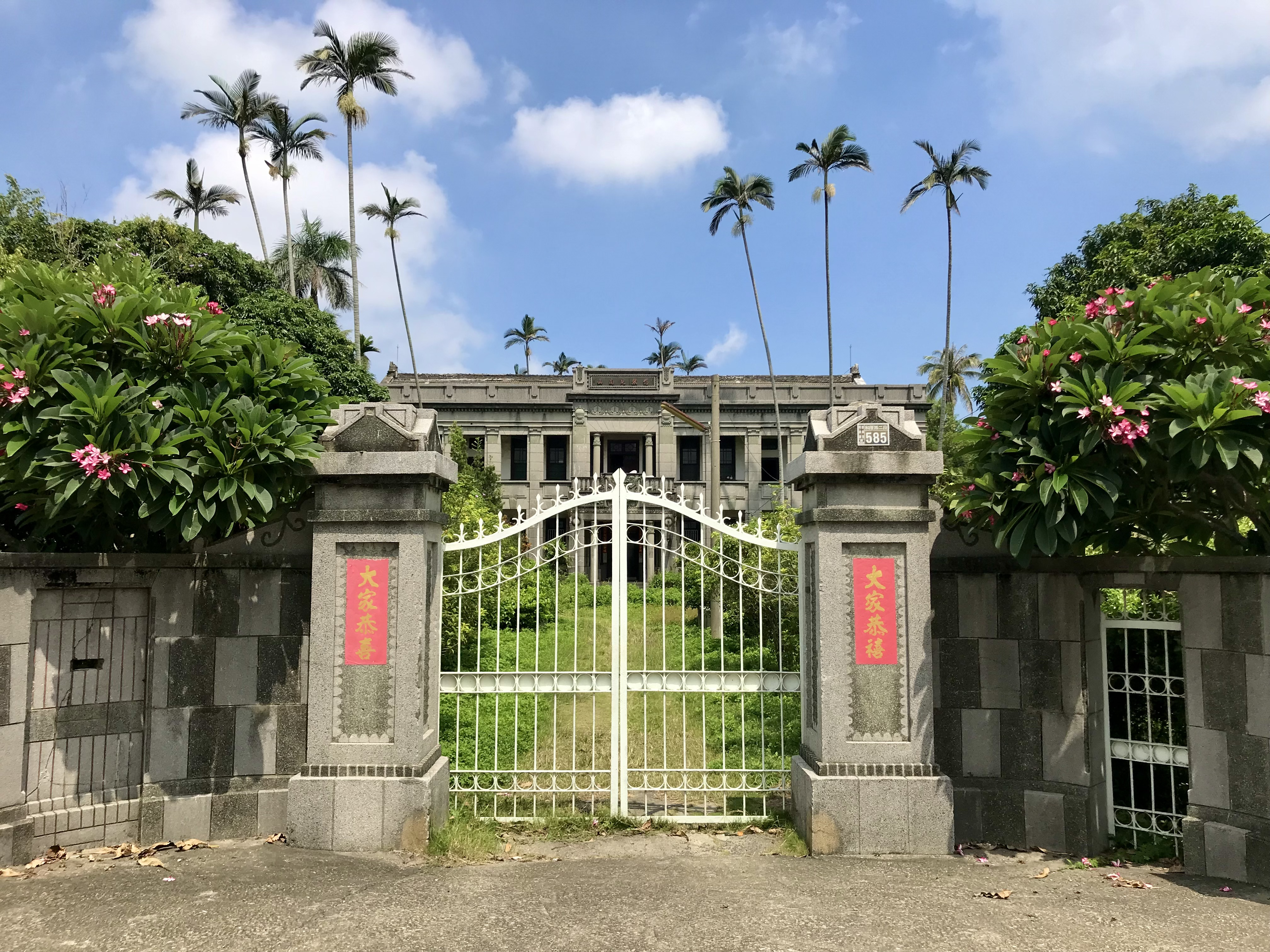
陳虛谷故居

1965年逝世。

## 作品發表與出版
- 陳虛谷以中國白話文書寫的新詩作品〈敵人〉，收錄在林瑞明主編《國民文選‧現代詩卷I》。
- 陳虛谷的白話新詩「草山」四首、〈敵人〉、〈流水和青山〉，收錄在李南衡主編的《日據下台灣新文學明集4：詩選集》。[2]
- 陳虛谷的詩文，被後人編輯成《虛谷詩集》一書，由龍文出版社出版。
- 陳虛谷的作品，身後由陳逸雄編選。1985年鴻蒙出版社出版編選成果，書名為「陳虛谷選集」。
- 陳虛谷的部份詩作，被游昌發譜成樂曲。1993年藝友出版社出版《虛谷詩歌》的樂譜。
- 1997年彰化縣立文化中心出版《陳虛谷作品集》。
- 陳虛谷的短篇小說，連同張慶堂、林越峰的短篇小說作品，被人集結成《陳虛谷、張慶堂、林越峰合集》，由前衛出版社出版。
- 2013年國立台灣文學館出版顧敏耀選注《陳虛谷.莊遂性集》，該書是「臺灣古典作家精選集」當中的一本。

## 外部連結
- 和美的詩人陳虛谷
- 無酒館痞客邦>文學散步道--從文化鬥士到詩人--陳虛谷 （页面存档备份，存于）
- 陳虛谷--台灣Wiki （页面存档备份，存于）
- 台灣文學風>陳虛谷「榮歸」的新舊知識份子之認同研究 （页面存档备份，存于）
- 彰化滔客誌>談陳虚谷的求學歷程【旅咖啡小沙龍】 （页面存档备份，存于）
- 謊言或真理的技藝>大人，饒了小說吧──筆記《陳虛谷集》 （页面存档备份，存于）
- 在暗夜裡呼喚黎明的詩人--陳虛谷 （页面存档备份，存于）
- 319 旅行事誌---陳虛谷故居之默園絮影 （页面存档备份，存于）